# Андреј Василевски
Андреј Андрејевич Василевски (рус. Андрей Андреевич Василевский; 25. јул 1994, Тјумењ, Русија) професионални је руски хокејаш на леду који игра на позицији голмана.
Тренутно игра за екипу Тампа беј Лајтнингси која се такмичи у Националној хокејашкој лиги (НХЛ) (од сезоне 2014/15).
Са сениорском репрезентацијом Русије освојио је титулу светског првака на Светском првенству 2014. у Минску.

## Каријера
Василевски је прве хокејашке кораке начинио у школи хокеја Салават Јулајева из Уфе. Играчку каријеру започео је у јуниорској екипи Толпар из Уфе у којој је играо од сезоне 2010/11. У екипи Толпара га је тренирао отац Андреј који је ту радио као тренер голмана. Заједно са њим у клубу је играо и његов старији брат Алексеј (рођен 1993).
На почетку сезоне 2012/13. Андреј је прешао у сениорску екипу Салавата, за коју је дебитовао у Континенталној хокејашкој лиги 23. новембра 2012. у утакмици против Донбаса из Доњецка. Током те сезоне на леду је провео око 300 минута у 8 утакмица. Његова минутажа се знатно поправила већ наредне сезоне 2013/14. током које је одиграо 28 утакмица у регуларном делу (проценат одбрана 92,3%) и 18 током плеј-оф серије (проценат одбрана од 93,45).
На улазном драфту НХЛ лиге 2012. одабран је у првој рунди као 19. пик од стране екипе Тампа беј Лајтнингси. Са екипом из Флориде потписао је 6. маја 2014. трогодишњи уговор.

### Репрезентативна каријера
Стандардним репрезентативцем у јуниорској селекцији Русије (играчи до 18 година) постаје на првенству света 2010, да би потом заиграо и на наредна два првенства у истој узрасној категорији (2011. освојио бронзану медаљу). Потом је у периоду од 2012. до 2014. био делом репрезентације за играче до 20. година са којом је освојио сребро и две бронзане медаље на светским првенствима.
Дебитантски наступ на великој сцени са сениорском репрезентацијом забележио је на Светском првенству 2014. у Белорусији, где је репрезентација Русије освојила златну медаљу. Током самог турнира Василевски је одиграо две утакмице групне фазе (Руси су славили у оба меча), а чак је и проглашен за најбољег играча утакмице у сусрету против Сједињених Држава на којем је одбранио 39 од 40 шутева америчких нападача (Русија је тај меч добила са 6:1). На утакмици против Немачке зауставио је свих 27 удараца ка голу немачких нападача.